# فرياراينا (تشيلي)
فرياراينا (بالإسبانية: Freirina) هي بلدية تقع في تشيلي في Huasco Province. يقدر عدد سكانها بـ 6,038 نسمة ومساحتها 3,577.7 كم2 وترتفع عن سطح البحر 102 متر.